# Кемалов, Кайрат Кемалович
Кайрат Кемалулы Кемалов (каз. Қайрат Кемалұлы Кемалов; 8 января 1957, с. Актубек, Жанааркинский район, Карагандинская область, КазССР, СССР — 17 июля 2025) — советский и казахстанский актёр кино и театра, заслуженный деятель Казахстана (2006). Наиболее известен ролью Керей-хана в фильме «Казахское ханство» (2016).

## Биография
Родился 8 января 1957 года в селе Актубек Жанааркинского района Карагандинской области.
В 1978 году окончил театральный факультет Алматинской государственной консерватории им. Курмангазы по специальности «актёр драмы» (курсы заслуженного деятеля искусств Казахской ССР, профессора Рабиги Каныбаевой).
С 1978 года — актёр Казахского государственного театра драмы имени М. Ауэзова (г. Алма-Ата).
С 1980 года — актёр Карагандинского казахского драматического театра (г. Караганда).
С 1990 года — актёр Акмолинского казахского музыкально-драматического театра (г. Астана).
С 1995 года — актёр Карагандинского областного казахского драматического театра имени Сакена Сейфуллина (г. Караганда).
Скончался 17 июля 2025 года на 69-м году жизни.

## Творчество

### Роли в театре
Карагандинский областной казахский драматический театр имени С. Сейфуллина (с 1980 года):
Из казахской и мировой классики и современной драматургии:
- каз. «Ақан Сері - Ақтокты» Г. Мусрепов — Акан сэри;
- каз. «Қыз Жібек» Г. Мусрепов — жыршы;
- каз. «Қызыл сұңқарлар» С. Муканов — Еркебулан;
- каз. Домалақ Ана (Великая мать) Ш. Муртаза — Байдибек би;
- каз. «Сәкеннің соңғы сапары» Ж. Алмашев — Сакен;
- каз. «Абай» М. Ауэзов — Абай;
- каз. «Айман — Шолпан» М. Ауэзов — Арыстан;
- каз. «Ғашықтың тілі» («Язык влюбленных») Мар Байджиев — Мукамбет Шикымбаев;
- каз. «Келеміз, кетеміз, өлеміз, өтеміз» Д. Еспаев — Казан бек;
- каз. «Бір түп алма ағашы» А. Оразбеков — Заркымбек;
- «Отелло» У. Шекспир — Отелло;
- «Мусье Жордан» М. Ахундов — Масталишах;[4]

### Фильмография
|   | Год  | Название                          | Роль                    | Режиссёр         |
| - | ---- | --------------------------------- | ----------------------- | ---------------- |
| 1 | 2019 | «Казахское ханство. Золотой трон» | Керей-хан главная роль  | Рустем Абдрашев  |
| 2 | 2017 | «Казахское ханство. Алмазный меч» | Керей-хан главная роль  | Рустем Абдрашев  |
| 3 | 2017 | «Адасқақ»                         | чабан                   | Ельзат Ескендир  |
| 4 | 2016 | «Саяк батыр»                      | Саяк батыр главная роль | Олжас Бегайдаров |

## Награды и звания
- 2001 (10 декабря) — Указом президента РК награждён «Почётной грамотой Республики Казахстан»;[5]
- 2002 — Почётная грамота Министерства культуры и информации Республики Казахстан;
- 2006 — Почётный нагрудный знак Министерства культуры и информации Республики Казахстана «Деятель культуры Казахстана» (каз. Қазақстанның Мәдениет қайраткері) — за заслуги в культуре и искусстве;
- 2006 (8 декабря) — Указом Президента Республики Казахстан награждён почетным званием «Қазақстанның еңбек сіңірген қайраткері» (Заслуженный деятель Казахстана) — за заслуги в отечественном театральном искусстве;[6]
- 2011 — Медаль «20 лет независимости Республики Казахстан» и др.
- 2017 (2 марта) — присвоено почётное звание «Почётный гражданин Жанааркинского района» (Карагандинской области);[7]
- 2017 (19 марта) — Главный приз специальной премии акима Карагандинской области по номинации «За верность профессии»;[8]
- 2017 (8 августа) — Национальная премия общественного признания «Аманат»;[9]
- 2017 (22 сентября) — Национальная кинопремия «Тулпар» в номинации «Лучшая мужская роль» за роль Керей-хана в фильме «Казахское ханство. Алмазный меч»;[10]
- 2021 — Медаль «30 лет независимости Республики Казахстан»;
- 2024 — Звание «Почетный гражданин города Караганды»;
- 2024 (23 октября) — Орден «Парасат».[11]